# Alfred E. Neuman

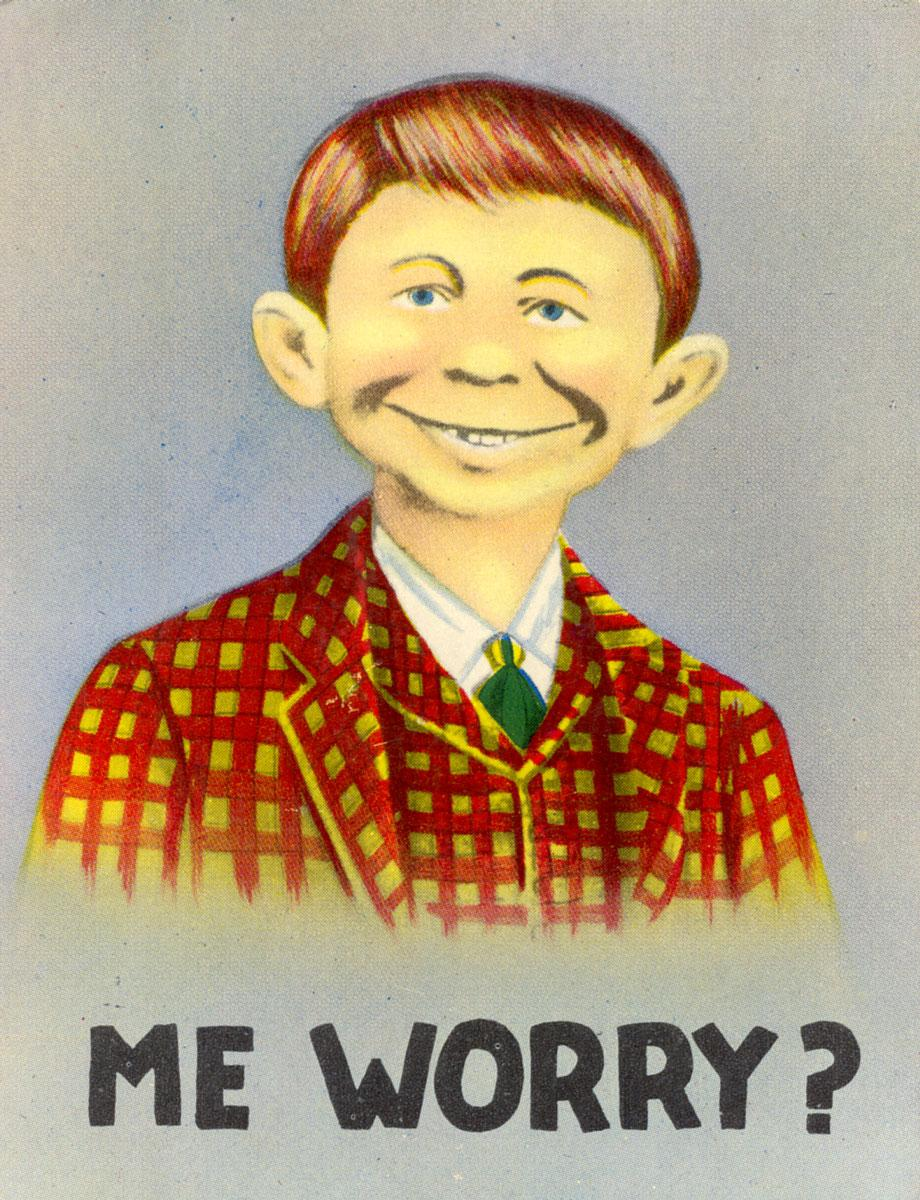
Ilustração dos anos 20 que pode ter sido inspiração para Alfred E. Neuman

Alfred E. Neuman é o mascote fictício e capa da revista de humor americana Mad. O rosto sorridente e diferente do personagem, a falta de um dente, as sardas, o cabelo ruivo, as orelhas de abano e o corpo esquelético vieram de anúncios de serviços dentários sem dor, do final do século 19. Essa é também a origem do slogan "O que, eu me preocupo?". O fundador e editor original da revista, Harvey Kurtzman, começou a usar o personagem em 1954 e deu-lhe o nome de "Alfred E. Neuman" (um nome que Kurtman havia usado anteriormente de outras formas). Já o segundo editor de Mad, Al Feldstein, em 1956, oficializou esse nome para o personagem. O rosto de Neuman apareceu associado a assuntos diversos em quase todas as capas da revista, em mais de 550 edições. Ele quaser sempre foi representado de frente, mas, algumas vezes, visto em silueta ou diretamente por trás da cabeça. 

## Características físicas
A característica física mais proeminente de Neuman é o seu sorriso desdentado, com algumas exceções. Na capa da edição nº 236 (janeiro de 1983), Neuman aparece como E.T. o Extraterrestre, usando seu conhecido “dedo curador” para tocar a própria boca de Neuman e regenerar o dente perdido. A capa da edição nº 411 (novembro de 2001), a primeira depois dos ataques de 11 de setembro nos Estados Unidos, mostrava um close do rosto de Neuman, mas a falta do dente estava preenchida com uma bandeira americana. Uma piada de texto na capa da edição nº 263 (junho de 1986) afirmava que o UPC (em inglês Universal Product Code) ou código de barras, era na verdade uma "fotografia em close do dente perdido de Neuman".
Apesar desta ser sua característica mais importente, suas outras características faciais atraem a atenção. O artista Andy Warhol disse que Neuman o ensinou a amar pessoas com orelhas grandes. Em 1958, a revista publicou cartas de vários leitores que observaram a semelhança entre Neuman e o príncipe Charles da Inglaterra (hoje Rei Charles III), então com nove anos de idade. Pouco depois, uma carta furiosa em papel timbrado do Palácio de Buckingham chegou aos escritórios da revista: "Prezados senhores, não, ele não é nem um pouco, nem um pouco, como eu. Então, muito bem, guarde-o! Veja! Charles. P."  A carta foi autenticada como tendo sido escrita em papel de carta real, de cor creme e com o brasão oficial gravado em cobre. O carimbo do correio indicava que o documento havia sido enviado de uma agência dos correios próxima ao Palácio. Infelizmente, a carta original se perdeu há vários anos, enquanto estava a outra revista e nunca foi localizada. 
Por muitos anos, Mad vendeu cópias coloridas do retrato oficial de Neuman, por meio de um pequeno anúncio na página de cartas da revista. Nos primeiros anos, o preço de uma imagem era de 25 centavos de dólar americano; três por 50 centavos; nove por 1 dólar, ou 27 por 2 dólares. O anúncio frequentemente afirmava que as cópias eram "adequadas para emoldurar, ou embrulhar peixes".

## História
A origem da imagem de Alfred é bastante misteriosa e talvez nunca poderá ser totalmente conhecida. Entre as primeiras imagens parecidas está um anuncio de  Atmore's Mince Meat, Genuine English Plum Pudding (genuíno pudim de ameixa em português).  A autora do desenho, Maria Reidelbach, escreveu "datada de 1895, esta é a imagem mais antiga verificada do menino.... As características da criança são totalmente desenvolvidas e inconfundíveis, e a imagem muito provavelmente foi tirada de um arquétipo mais antigo... " Uma possível fonte mais antiga foi descoberta em um anúncio da comédia The New Boy, que estreou na Broadway em 1894.  A imagem é quase idêntica à dos anúncios da Atmore. Uma descrição do anúncio da peça de teatro (comédia) foi publicada no Hartford Courant de 31 de outubro de 1894, usando descrições que poderiam facilmente descrever o personagem Alfred E. Neuman. Esse jornal noticiou:  "moleque ruivo cômico, com um sorriso alegre em todo o rosto sardento, que é a marca mais importante da comédia, é tão expressivo, entre o alegre e o ridículo, que o New York Herald e o Evening Telegram usaram o mesmo desenho em seus quadrinhos (HQ) políticos". 
Elementos do enredo da peça explicam porque o personagem tem características de adulto e de criança, porque o personagem está vestido como está, e como ele pode ter perdido o dente.  A imagem original do New Boy  foi publicada com uma frase de duas partes, muito parecida com o jeito de falar do Neuman: "What? Me Worry?", com o seguinte significado atribuído: "Qual é a vantagem de alguma coisa? - Nada!"

## O nome
Também o seu nome é comum, sendo o "Neuman" uma corruptela de "Newman". Diversos "Alfred Newman" existiam, e existem, de sorte que não se pode dizer que o nome faça referência específica a alguma personalidade real.

## OMadNeuman
A revista caracterizava-se por trazer paródias escrachadas de grandes sucessos cinematográficos (no Brasil, o alvo eram as telenovelas), onde Neuman surge como figurante mudo, em formato de história em quadrinhos.
Assumindo diversas personalidades, Neuman era retratado nas capas, que geralmente abordavam assuntos de grande popularidade, anunciando aos leitores que os humoristas estavam atentos à atualidade e que naquele volume, tal assunto estaria sendo alvo do deboche. Assim, Neuman apareceu como Papai Noel, Darth Vader, Tio Sam e muitos outros.

### Primeira aparição
Sua primeira aparição deu-se em novembro de 1954, numa coleção de edições anteriores da revista, intitulada "Ballantine's 'The Mad Reader'" (Ballantine, o leitor de Mad). Depois, em 1956, foi batizado e sua imagem definitiva fixada pelo desenhista Norman Mingo.

### Slogan
Famoso, nos Estados Unidos, por sua lapidar frase, Neuman perpassou as décadas de 60 e 70 como um dos símbolos mais conhecidos a cultura norte-americana. Seu slogan era "What, me worry?" ("O quê? Eu, me preocupar?"), uma clara referência ao institucional slogan do governo daquele país: "I Want You", da personagem Tio Sam (Uncle Sam, da sigla: U.S.), sobre a peça original que inspirou a alegoria ("Me worry?").